# Mycomya connecta
Mycomya connecta är en tvåvingeart som beskrevs av Coher 1959. Mycomya connecta ingår i släktet Mycomya och familjen svampmyggor. Inga underarter finns listade i Catalogue of Life.